# Tilmann Waldraff
Tilmann Waldraff (* 30. Dezember 1937 in Geislingen an der Steige) ist ein deutscher Kulturmanager und Anglist. Er leitete im Laufe seines Lebens mehrere Goethe-Institute.

## Leben
Waldraff ist Sohn des Malers und Kunsterziehers Eduard Waldraff, einem Großneffen des Schöpfers der Briefmarke „Germania mit dem Blechbusen“ Paul Waldraff.
1957 legte er das Abitur in Geislingen ab, anschließend leistete er Militärdienst in Wetzlar, Munster und Husum. 1958/59 war er Volontär in der Grafikabteilung der Württembergischen Metallwarenfabrik. 1959–1966  studierte er Anglistik, Germanistik und Philosophie an der Ludwig-Maximilians-Universität München, der Eberhard Karls Universität Tübingen und der Westfälischen Wilhelms-Universität. Er schloss 1966 bei Ulrich Suerbaum als erster M.A. der Universität Bochum ab.
Seit 1967 war er Dozent des Goethe-Instituts in Prien am Chiemsee und Achenmühle, von 1968 bis 1977 in Rio de Janeiro, zuletzt als Leiter der dortigen Sprachabteilung. Von 1977 bis 1981 leitete er das Referat für Aus- und Fortbildung der Zentralverwaltung des Goethe-Instituts in München. In dieser Zeit übersetzte er die Maria-Callas-Diskographie „The Callas Legacy“ von John Ardoin ins Deutsche. 1981 bis 1986 war er Leiter des Max Mueller Bhavan (Goethe-Institut) in Pune, Indien. Man dankte Waldraff für die großzügige Unterstützung und Organisation des Internationalen Symposiums 100 Jahre nach Friedrich Max Müller. 1987 bis 1992 war er Leiter des Instituts Mexiko-Stadt und Regionalbeauftragter für die Region Spanisch-Lateinamerika-Nord des Goethe-Instituts. 1992 bis 1995 leitete er das Goethe-Institut München, Sonnenstraße. 1995 bis 2002 war er Leiter des Max-Mueller-Bhavans (Goethe-Institut) Neu-Delhi und Regionalbeauftragter für die Region Südasien. Seit 2002 ist er in Laroque-Timbaut, Südwestfrankreich sowie in München ansässig.
Zusammen mit dem Punenser Schauspieler und Organisator Mohan Agashe und dem Leiter des Berliner GRIPS-Theaters, Volker Ludwig, erneuerte er das indische Kindertheater mit nachhaltigen Erfolgen in mehreren Ländern Südasiens. Das „Wer ist Wer“ vermerkt darüber hinaus Erfolge in der Vielseitigkeitsreiterei sowie die Auszeichnung mit dem „Price for Excellence“ in Delhi.
In erster Ehe war er verheiratet mit Ute Waldraff-Schnurbus, in zweiter mit Janaki Narkar-Waldraff. Er lebt jetzt zusammen mit Edith Frank.

## Übersetzung
- John Ardoin: Maria Callas und ihr Vermächtnis. Noack-Hübner, München 1979, ISBN 3-88453-002-X.